# Блюминг, Йон
Йоханнес Корнелиус («Йон») Блюминг (нидерл. Johannes Cornelius Bluming, 6 февраля 1933, Амстердам — 17 декабря 2018) — голландский мастер боевых искусств, профессор Токийского и Пекинского университетов. Носил титул лорда и являлся хранителем Королевской печати Королевства Бельгия. Имел мастерские степени по нескольким традиционным японским боевым искусствам, при жизни став легендой мира Будо..

## Биография
Подробная биография Йона Блюминга изложена в его автобиографической книге «От уличного хулигана до десятого дана». Как утверждает сам Блюминг, к боевым искусствам он пришёл случайно. Во время войны в Корее он получил ранение в ногу и в феврале 1951 года был направлен в Японию для лечения и реабилитации. Там в свободное время он посетил Кодокан, где проходила демонстрация техник дзюдо. Она произвела на него огромное впечатление, и по возвращении домой будущий мастер начал практиковать дзюдо в небольшом додзё города Амстердама — так началась его карьера бойца.
Свой первый чёрный пояс он получил в 1954 году по дзюдо. В 1957 году[уточнить] Йон Блюминг, будучи капитаном сборной Голландии, привел свою команду к золотым медалям на чемпионате Европы.
В 1959 году, одержав ряд побед в различных турнирах, Йон Блюминг отправился в Японию. В стране восходящего солнца, благодаря содействию Дональда Дрэгера, молодой голландский атлет удостоился права тренироваться в додзё Кэнсюсэй вместе с 25-ю лучшими дзюдоками Японии. Очень скоро Йон Блюминг проявил себя и здесь, заняв третью позицию в иерархии лучших бойцов. Желая глубже проникнуться японским боевым духом, Блюминг совместно с Донном Дрэгером начинает изучать древние японские боевые искусства, такие как кэндзюцу и джиу-джитсу.
Однако наиболее ярко феноменальный талант Блюминга проявился в карате. Свои первые шаги в освоении этого боевого искусства он начал в головном отделении Кёкусинкай у мастера Масутацу Оямы. В 1962 году Йон Блюминг возвращается на родину и знакомит Европу с карате. 15 января 1965 года Масутацу Ояма присвоил Йону Блюмингу 6 дан, сделав голландского мастера единственным в то время человеком за пределами Японии, имеющим столь высокий ранг. 4 сентября 1994 года Йон Блюминг получил известие от своего старого учителя Кэндзи Куросаки, в котором говорилось, что он (Блюминг) удостаивается высшей степени в каратэ — 10 дана по Кёкусинкай.
Йон Блюминг проводил семинары и дан-тесты по всему миру, в том числе и в России. За свою тренерскую карьеру Блюминг воспитал таких чемпионов, как Крис Долман, Вильям Руска и др.

## Организационная деятельность
- 2 января 1962 года Йон Блюминг создаёт первую европейскую ассоциацию карате, названную NKA (Netherlands Karate Association). Имя Йона Блюминга становится неотделимо от ещё молодого европейского карате. Под его руководством новая школа быстро набирала силу и популярность. В начале 70-х Йон Блюминг оставляет лидерство в организации своим ученикам.
- В 1980 году начинает своё существование организация — BKK (Budo Kai Kan). Кёкусин Будокай Кан — это комбинация кёкусин каратэ, дзюдзюцу и дзюдо. Эта комплексная боевая система реалистична и эффективна. Через шестнадцать лет BKK положила начало новой большой организации — IBKK (International Budo Kai Kan).

## Интересные факты
- Йон Блюминг — обладатель 14 правительственных наград[3]
- В 50-60 годы Йон Блюминг считался сильнейшим бойцом планеты[6]
- На летних сборах в Голландии в 1957 году Йон Блюминг одержал победы над 75 дзюдоистами в течение 26 минут[6].
- Йон Блюминг снялся в семи фильмах. Первый его опыт как киноактёра относится к 1961 году (Фильм «Последний вояж»)[6]
- В январе 1965 года Масутацу Ояма присудил Йону Блюмингу, имеющему на тот момент лишь степень второго дана[6], 6 дан каратэ. По другим источникам, у Блюминга в тот момент вообще не было чёрного пояса.
- В 2009 году в интервью программе «Открытое сердце» на телеканале Боец Йон Блюминг развенчал мифы касательно Масутацу Оямы о 300-х боях и убийстве Оямой 50-ти быков голыми руками[3]
  - В этом же интервью он опроверг факт прохождения испытания хякунин-кумитэ известным мастерами каратэ Стивом Арнейлом и Люком Холландером, назвав это пиар-ходом.
- Является автором книги «От уличного хулигана до 10 дана», носящей автобиографический характер.[4]

## Даны
- 10 дан Кёкусин Будокай каратэ (1994)
- 9 дан дзюдо[7]